# IK Uppsala Fotboll
O IK Uppsala Fotboll, vulgarmente conhecido como IK Uppsala ( PRONÚNCIA), é um clube de futebol feminino, sediado na cidade de Uppsala, no centro da Suécia.                                                                                                                                                            

Disputa os seus jogos em casa no estádio  Studenternas IP, com capacidade para 10 522 pessoas.

Foi fundado em 2016.
Atualmente (2023) disputa o Campeonato Sueco de Futebol Feminino (Damallsvenskan), a primeira divisão de futebol feminino da Suécia.                                